# Eleutherodactylus rufifemoralis
Espèce
Statut de conservation UICN

 CR A3c : 
En danger critique
Eleutherodactylus rufifemoralis est une espèce d'amphibiens de la famille des Eleutherodactylidae.

## Répartition
Cette espèce est endémique du Sud de la République dominicaine. Elle se rencontre de 727 à 1 370 m d'altitude dans la sierra de Baoruco.

## Description
Le mâle holotype mesure 17,5 mm.

## Publication originale
- Noble & Hassler, 1933 : Two new species of frogs, five new species and a new race of lizards from the Dominican Republic. American Museum Novitates, no 652, p. 1-17 (texte intégral).